# جولیوس هریس
جولیوس هریس (انگلیسی: Julius Harris; ۱۷ اوت ۱۹۲۳ – ۱۷ اکتبر ۲۰۰۴) یک هنرپیشه اهل ایالات متحده آمریکا بود.
او در فیلم‌های دعا برای رولربویز و جوخه معاون هالیوود بازی کرده‌است.